# Мехмед Эмин Рауф-паша
Мехмед Эмин Рауф-паша (тур. Mehmet Emin Rauf Paşa, 1780, Стамбул — 1860, там же) — османский государственный деятель. Пять раз был садр-аземом Османской империи: два раза при султане Махмуде II и три раза при султане Абдул-Меджиде I, в общей сложности занимал этот пост 14 лет, 8 месяцев и 6 дней.

## Биография
Мехмед Эмин Рауф-паша родился в 1780 году в Стамбуле. Он был сыном начальника охраны гарема султана, Саида Мехмеда-эфенди. В 1814 году был назначен на пост главного казначея (башдефтердар).
В 1815 году впервые был назначен Великим визирем. Отстоял интересы султана Махмуда II в его споре с Халет-эфенди с острова Хиос. Выдал дочь Хадиджу замуж за офицера охраны султана Махмуда II.
Выйдя в отставку, занимал посты санджак-бея и бейляр-бея. В 1833 году снова был назначен Великим визирем. В июле 1839 года с приходом к власти султана Абдул-Меджида передал полномочия Коджа Мехмед Хюсрев-паше. С 1840 по 1841 в третий раз и с 1842 по 1846 в четвёртый раз занимал пост Великого визиря. В январе 1852 года был назначен на этот пост в пятый и последний раз. В марте 1852 года, под давлением сторонников Танзимата был отправлен в отставку.
Мехмед Эмин Рауф-паша умер 28 мая 1860 года в Стамбуле.